# Даймберг
Даймберг (нем. Deimberg) — община в Германии, в земле Рейнланд-Пфальц. 
Входит в состав района Кузель. Подчиняется управлению Лаутереккен.  Население составляет 100 человек (на 31 декабря 2010 года). Занимает площадь 2,08 км².